# ファミ通ゲーム文庫
ファミ通ゲーム文庫（ファミつうゲームぶんこ）は、1996年から1998年にかけてアスペクトより刊行されたライトノベル系文庫レーベル。

## 概要
- 全てのタイトルがコンピュータゲームを原作とし、オリジナル作品は存在しない。またログアウト冒険文庫・ログアウト文庫からイースシリーズなど一部のタイトルを引き継いでいる。
- ノベライゼーションは背表紙が黄色、ゲームブックはピンク色となっている。
- 1998年7月にオリジナルのライトノベル作品も扱うファミ通文庫へリニューアルし、ファミ通ゲーム文庫の刊行は終了した。

## タイトル一覧
- イースシリーズ
  - イースV さまよえる砂の都（下巻）※上・中巻は「ログアウト冒険文庫」より発売
  - イース外伝
- ヴァンパイアシリーズ
  - ヴァンパイアハンター
  - ヴァンパイアセイヴァー
- クライムクラッカーズ外伝
- ザ・キング・オブ・ファイターズ
  - ザ・キング・オブ・ファイターズ'96
  - ザ・キング・オブ・ファイターズ'97
- サターンボンバーマン
- サイキックフォース
- サムライスピリッツシリーズ
  - サムライスピリッツ 斬紅郎無双剣
  - サムライスピリッツ 天草降臨
  - 真説サムライスピリッツ武士道烈伝
- 真・女神転生デビルサマナー外伝 鎮魂の哀歌
- スーパードンキーコング2
- スーパーマリオ ヨッシーアイランド
- ダービースタリオン
- 大貝獣物語II
- テイルズ オブ デスティニー
- 鉄拳2
- トゥルー・ラブストーリー
- NOëL 〜カノジョの交換日記〜
- バウンティソード・ファースト
- バハムートラグーン
- ファイアーエムブレム 聖戦の系譜
- ファイティングバイパーズ
- ぷよぷよSUN サタンさまのモテモテ大作戦
- プリンセスメーカー ゆめみる妖精
- ポケットモンスター
- 星のカービィ スーパーデラックス
- わくわく7